# Вја Галарате (Варезе)
Вја Галарате је насеље у Италији у округу Варезе, региону Ломбардија.
Према процени из 2011. у насељу је живело 1 становника. Насеље се налази на надморској висини од 334 м.